# Capitano Fall
Capitano Fall (Captain Fall) è una serie televisiva animata per adulti del 2023 prodotta da Netflix Animation e Boulder Media per il servizio in abbonamento Netflix. È caratterizzata dall'unione dei generi sentimentale, commedia nera, poliziesco e drammatico in un contesto criminale basato sul contrabbando e sul traffico di esseri umani. A novembre la serie (con un totale di 10 episodi su 20) è stata cancellata, assieme a molte altre cancellazioni avvenute nel 2023, rimanendo comunque ancora disponibile nel pacchetto standard di Netflix.

## Trama
Nella famiglia Fall, fatta di ricchi imprenditori snob con un passato nella Marina militare, vi è Jonathan, il cadetto più ignorante, impacciato e credulone dell'accademia che, nonostante i suoi sforzi, non riesce a superare neanche gli esami più basilari del corso. Viene però assunto come capitano per una lussuosa nave da crociera chiamata Regina dei Caraibi, utilizzata in realtà da un cartello criminale come principale luogo di scambio per contrabbandi e traffici di esseri umani, col solo scopo di essere il perfetto capro espiatorio in caso di retata.
Nel frattempo, un indomabile e ossessionato agente delle forze speciali sta indagando sulle sparizioni e sulle strane morti dovute alle miracolose droghe basate sul sildenafil e spacciate dal cartello criminale comandato dal misterioso Mr. Tyrant. Quest'ultimo è lo stesso che ha ingaggiato il giovane Fall, ma l'agente finisce per credere che dietro a tutto ci sia proprio Jonathan.
Intanto il giovane capitano instaura un rapporto sempre più profondo e di reciproca complicità con i membri del suo staff, ignaro delle loro vere intenzioni, legandosi così tanto da considerarli la sua "vera famiglia", cosa che pare ricambiata da alcuni di loro.

## Produzione

### Sviluppo
Nel luglio del 2020 Netflix ha annunciato l'inizio dello sviluppo di Capitano Fall, una serie comica animata per adulti ideata da Jon Iver Helgaker e Jonas Torgersen, i quali sarebbero stati produttori esecutivi e showrunner, mentre Joel Trussell, un veterano dell'animazione e della produzione per Netflix Animation, avrebbe ricoperto il ruolo di produttore esecutivo.
I creatori di Norsemen inizialmente lo proposero come un film live-action ma il servizio di distribuzione avanzò l'ipotesi che il suo potenziale fosse perfetto per una serie animata, rendendo così Capitano Fall il primo lavoro del duo nel genere. Sebbene trovassero la transizione scoraggiante, i due alla fine considerarono l'animazione "incredibilmente illimitata e creativa a un livello completamente nuovo", esprimendo gratitudine per Netflix e per il team che li circondava. In un'intervista del 2020 con Variety, Helgaker ha descritto la serie come The Love Boat, The Truman Show e Ozark ma dal punto di vista di "un bambino dei cartoni animati".

### Casting
Nel marzo 2023 Jason Ritter è stato annunciato per dare la voce al personaggio principale. Nel giugno 2023 sono stati confermati Christopher Meloni come Agente Steel, Lesley-Ann Brandt come Liza, Anthony Carrigan come Mr. Tyrant, Alejandro Edda nel ruolo di Pedro, Adam DeVine come il fratello Tanner e Trond Fausa nel ruolo di Nico. Christopher McDonald avrebbe doppiato Blake Fall e Bebe Neuwirth Alexix Fall, rispettivamente il padre e la madre del protagonista.

### Animazione
Netflix ha affidato l'animazione della serie in mano alla compagnia irlandese Boulder Media. Helgaker conferma di aver preso particolare ispirazione da Le avventure di Tintin e Il gigante di ferro per realizzare la serie in modo innovativo e rivoluzionario, mantenendo così uno stile "visivamente pop" e di stampo cinematografico anche con un budget risicato, finendo per realizzare qualcosa che andasse oltre la concezione comune dell'animazione per adulti.

## Distribuzione
Il 21 giugno 2023 Netflix ha presentato il primo trailer della serie, insieme a diverse immagini, all'annuncio del cast e alla data di uscita. Nonostante l'interesse espresso, molti in produzione non hanno nascosto dubbi su una potenziale seconda stagione, contribuendo così alle molteplici cancellazioni dalla piattaforma. Il 26 luglio dello stesso anno The Messenger ha condiviso in esclusiva una clip che mostrava l'umorismo nero dello show e il background di Jonathan come omaggio alla serie.